# Ernst Bogislav von Kameke

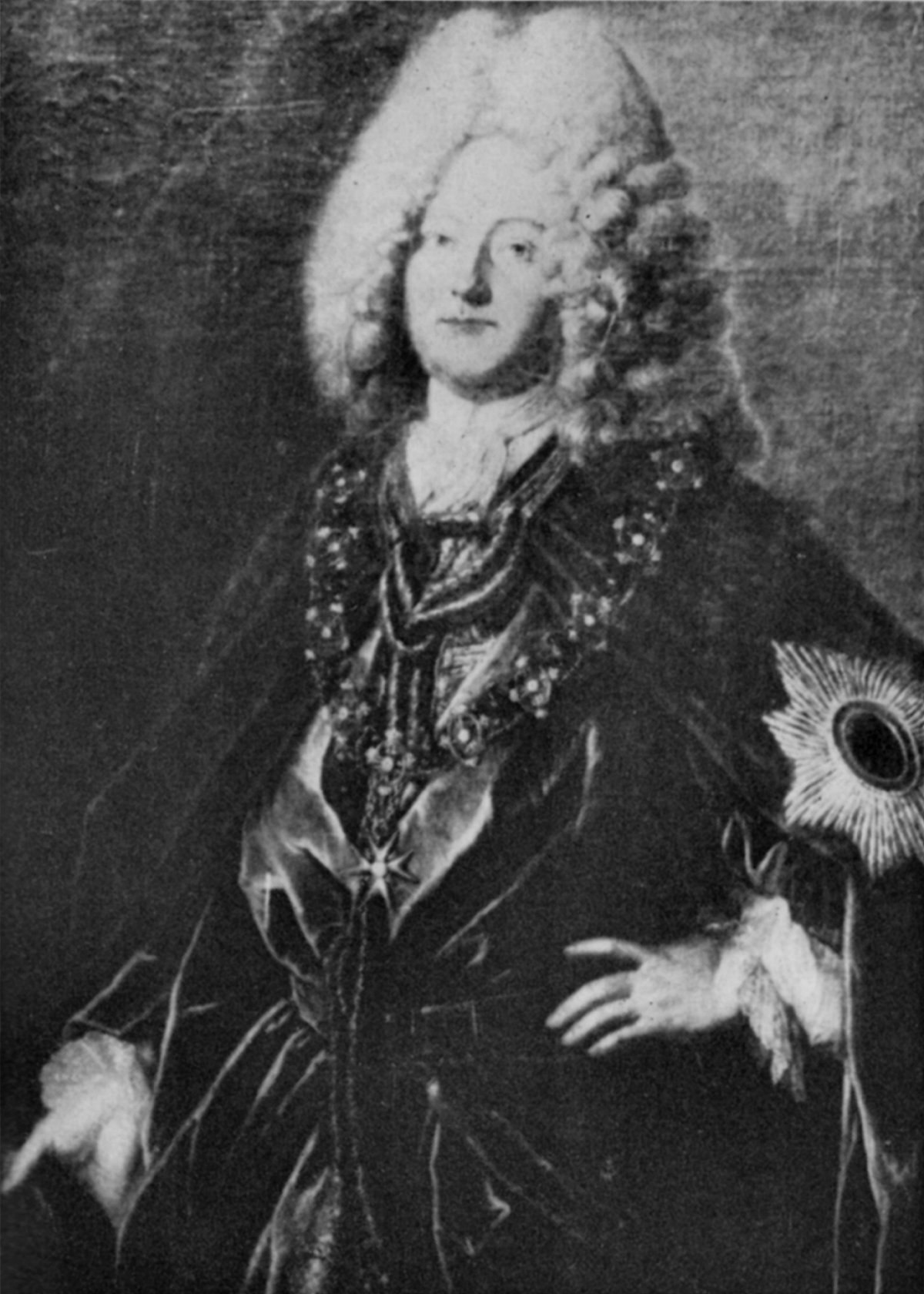
Ernst Bogislav von Kameke

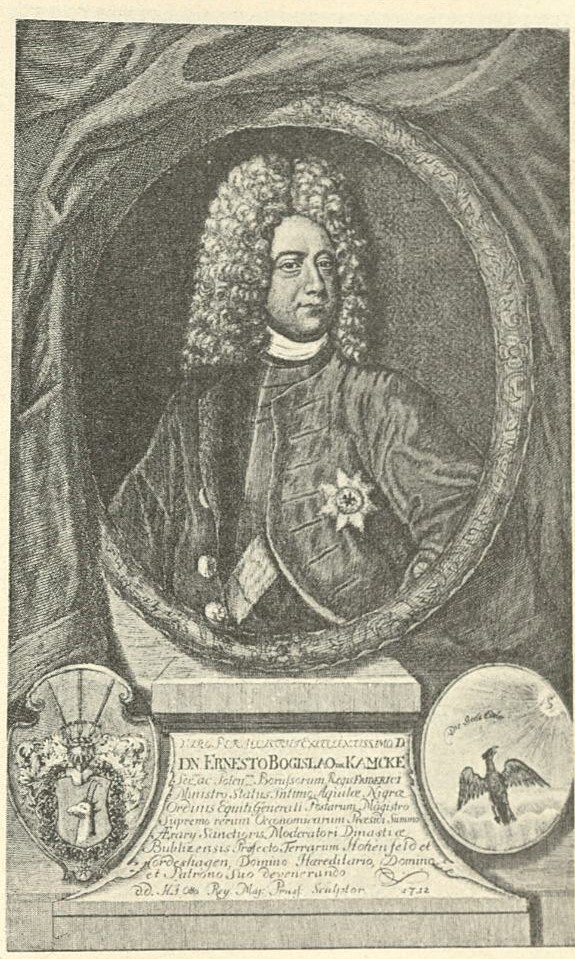

Ernst Bogislav von Kameke, auch Ernst Boguslaw von Kameke (* 24. Dezember 1674 in Hohenfelde bei Köslin in Hinterpommern; † 4. Dezember 1726 in Kordeshagen bei Köslin), war preußischer Staatsminister und General-Postdirektor.

## Leben
Er entstammt der pommerschen Familie von Kameke. Seine Eltern waren der Amtshauptmann von Bublitz Georg Friedrich von Kameke (1638–1701) und dessen Ehefrau Sophie Elisabeth von Wolde (1647–1737).
Ernst Bogislav von Kameke trat frühzeitig in den preußischen Hofdienst und stieg 1704 mit Unterstützung seines Vetters Paul Anton von Kameke zum Kämmerer auf. 1707 wurde er Amtshauptmann von Stolp und Schmolsin. Wegen seiner hervorragenden Kenntnisse der Landwirtschaft und des Kameralwesens wurde er 1709 zum Referenten für Kammer-, Forst- und Jagdsachen in der Geheimen Hofkammer, dem Geheimen Staatsrat und dem königlichen Kabinett berufen.
1710 beauftragte ihn der preußische König Friedrich I., ein Gutachten über die Einführung des Erbpachtsystems anstatt der Zeitpacht in Kleve zu erstellen, die durch Christian Friedrich Luben von Wulffen durchgeführt wurde. Unterstützt vom Kronprinzen Friedrich Wilhelm trug sein vernichtendes Urteil über das Erbpachtsystem und die indirekt geübte Kritik an der Kammerverwaltung zum Sturz des Ministers Johann Kasimir Kolbe von Wartenberg und des Oberhofmarschalls August David zu Sayn-Wittgenstein-Hohenstein bei.
1711 wurde Ernst Bogislav von Kameke zum Oberkämmerer und Obermarschall, zum Geheimen Hofkammerpräsidenten sowie zum Ober-Domänen- und Schatull-Direktor und schließlich zum Geheimen Staatsminister ernannt. Er übernahm am 1. Januar 1711 das Generalpostmeisteramt und wurde am 24. Februar zum General-Postdirektor ernannt und als solcher bestätigt, Protektor der Königlichen Akademien der Wissenschaft, 1713 Präsident des neu errichteten Generaldirektoriums, Burgrichter zu Bublitz und Ritter des Schwarzen Adlerordens.
Ernst Bogislav von Kameke war als Präsident des Kammer- und Chatullwesens durchaus erfolgreich, da er die positiven Anteile der Arbeit seiner Vorgänger zu nutzen wusste. Er geriet jedoch ab 1717 in Intrigen, die 1719 zu seiner Entlassung in Ungnade führten. Acht Jahre später starb er im Alter von 52 Jahren.
Er war Erbherr zu Kordeshagen und Hohenfelde. Andreas Schlüter erbaute für ihn die Villa Kamecke in der Dorotheenstadt.

### Familie
Er heiratete 1707 Magdalena von Barfuß (1688–1756) Tochter des Berend Heinrich von Barfuß. Das Paar hatte einen Sohn und sechs Töchter:
- Sophie Ernestine (* 22. Oktober 1708; † 10. November 1729) ⚭ 1725 Carl Friedrich von Börstell, Geheimer Rat, Bürgermeister
- Luise (* 1710; † nach 1769)[5] ⚭ Christoph Wilhelm von Brandt (1684–1743), Oberhofmarschall der Königin-Mutter Sophie Dorothea von Preußen
- Dorothea (24. Oktober 1711; † nach 1768 in Berlin), ledig
- Wilhelmine (* 15. Januar 1713; † 9. August 1751) ⚭ 1747 Louis de Galbert,  kursächsischer Generalleutnant
- Frederike Albertine (1715–1716)
- Henriette Karoline (4. August 1717; † 24. April 1755), ledig

Sein Sohn Friedrich Heinrich (* 29. März 1719) fiel als preußischer Hauptmann in der Schlacht bei Prag am 6. Mai 1757; er war mit der Reichsgräfin Caroline Marie Felicitas Wezel von Marsigli (* 23. September 1723; † 5. Januar 1810) verheiratet (Oberhofmeisterin der Königinmutter).